# Eleutherodactylus fuscus
Espèce
Statut de conservation UICN

 CR B2ab(iii) : 
En danger critique
Eleutherodactylus fuscus est une espèce d'amphibiens de la famille des Eleutherodactylidae.

## Répartition
Cette espèce est endémique de la Jamaïque. Elle se rencontre dans l'ouest de l'île dans les paroisses de Hanover, de Westmoreland, de St. James et de St. Elizabeth entre 120 et 680 m d'altitude.

## Description
Les femelles mesurent jusqu'à 37 mm.

## Publication originale
- Lynn & Dent, 1943 : Notes on Jamaican amphibians Copeia, vol. 1943, no 4, p. 234-242.